# 1278 dans les croisades
- Mamelouks :      As-Said Nâsir ad-Dîn Baraka Khan ben Baybars

Cette page regroupe les évènements concernant les Croisades qui sont survenus en 1278 :
- 2 janvier : Bohémond VII, comte de Tripoli épouse Marguerite de Brienne[1].
- 1er mai : Mort de Guillaume II de Villehardouin, prince d'Achaïe[1].
- Bohémond VII, comte de Tripoli est battu par Guy II Embriaco, seigneur de Gibelet au nord de Botron[2].